# 유용식
유용식(1924년 12월 23일 ~ 2005년 5월 23일)은 대한민국의 정치인이다. 제4대 국회의원을 지냈다.

## 역대 선거 결과
|  | 46.83% |

|  | 23.04% |

|  | 18.07% |